# Vuelta a Andalucía 1988
La 34ª edición de la Vuelta a Andalucía se disputó entre el 2 y el 7 de febrero de 1988 con un recorrido de 836,70 km dividido en un prólogo y 5 etapas, con inicio en Cádiz y final en Granada. 
El vencedor, el belga Edwig Van Hooydonck, cubrió la prueba a una velocidad media de 36,670 km/. la clasificación de la regularidad fue para el también belga Benny Van Brabant, mientras que en la clasificación de la montaña se impuso el italiano Renato Piccolo y en la de metas volantes el español Miguel Ángel Iglesias. 

## Etapas
| Etapa   | Fecha        | Recorrido                 | Km    | Ganador de la etapa  |
| Prólogo | 2 de febrero | Cádiz - Cádiz             | 4,65  | Edwig Van Hooydonck  |
| 1ª      | 3 de febrero | Cádiz - Dos Hermanas      | 159,6 | Noël Dejonckheere    |
| 2ª      | 4 de febrero | Écija - Jaén              | 164,0 | Giuseppe Saronni     |
| 3ª      | 5 de febrero | Granada - Roquetas de Mar | 193,0 | Alfonso Gutiérrez    |
| 4ª      | 6 de febrero | Roquetas de Mar - Málaga  | 169,8 | José Enrique Carrera |
| 5ª      | 7 de febrero | Málaga - Granada          | 136,5 | Adri Van der Poel    |